# Rustam Assakalov
Rustam Assakalov (Novorosíisk, URSS, 13 de julio de 1984) es un deportista uzbeco que compite en lucha grecorromana.
Ganó dos medallas en el Campeonato Mundial de Lucha, plata en 2019 y bronce en 2015, y seis medallas en el Campeonato Asiático de Lucha entre los años 2013 y 2019.
Participó en los Juegos Olímpicos de Río de Janeiro 2016, ocupando el octavo lugar en la categoría de 85 kg. Obtuvo dos medallas en ellos Juegos Asiáticos, oro en 2014 y plata en 2018.

## Palmarés internacional
| Campeonato Mundial  | Campeonato Mundial         | Campeonato Mundial | Campeonato Mundial |
| Año                 | Lugar                      | Medalla            | Categoría          |
| ------------------- | -------------------------- | ------------------ | ------------------ |
| 2015                | Las Vegas (Estados Unidos) | Medalla de plata   | 85 kg              |
| 2019                | Nursultán (Kazajistán)     | Medalla de bronce  | 87 kg              |
| Juegos Asiáticos    |                            |                    |                    |
| Año                 | Lugar                      | Medalla            | Categoría          |
| 2014                | Incheon (Corea del Sur)    | Medalla de oro     | 85 kg              |
| 2018                | Yakarta (Indonesia)        | Medalla de plata   | 87 kg              |
| Campeonato Asiático |                            |                    |                    |
| Año                 | Lugar                      | Medalla            | Categoría          |
| 2013                | Nueva Delhi (India)        | Medalla de oro     | 84 kg              |
| 2014                | Astaná (Kazajistán)        | Medalla de plata   | 85 kg              |
| 2015                | Doha (Catar)               | Medalla de oro     | 85 kg              |
| 2017                | Nueva Delhi (India)        | Medalla de bronce  | 98 kg              |
| 2018                | Biskek (Kirguistán)        | Medalla de oro     | 97 kg              |
| 2019                | Xian (China)               | Medalla de bronce  | 87 kg              |